# Sainte-Marie-de-Ré
Sainte-Marie-de-Ré is een gemeente in het Franse departement Charente-Maritime (regio Nouvelle-Aquitaine). De plaats maakt deel uit van het arrondissement La Rochelle. Het is een van de tien gemeenten op het eiland Île de Ré. Sainte-Marie-de-Ré telde op 1 januari 2022 3.392 inwoners.

## Geografie
De oppervlakte van Sainte-Marie-de-Ré bedroeg op 1 januari 2022 9,84 vierkante kilometer; de bevolkingsdichtheid was toen 344,7 inwoners per km².
De onderstaande kaart toont de ligging van Sainte-Marie-de-Ré met de belangrijkste infrastructuur en aangrenzende gemeenten.

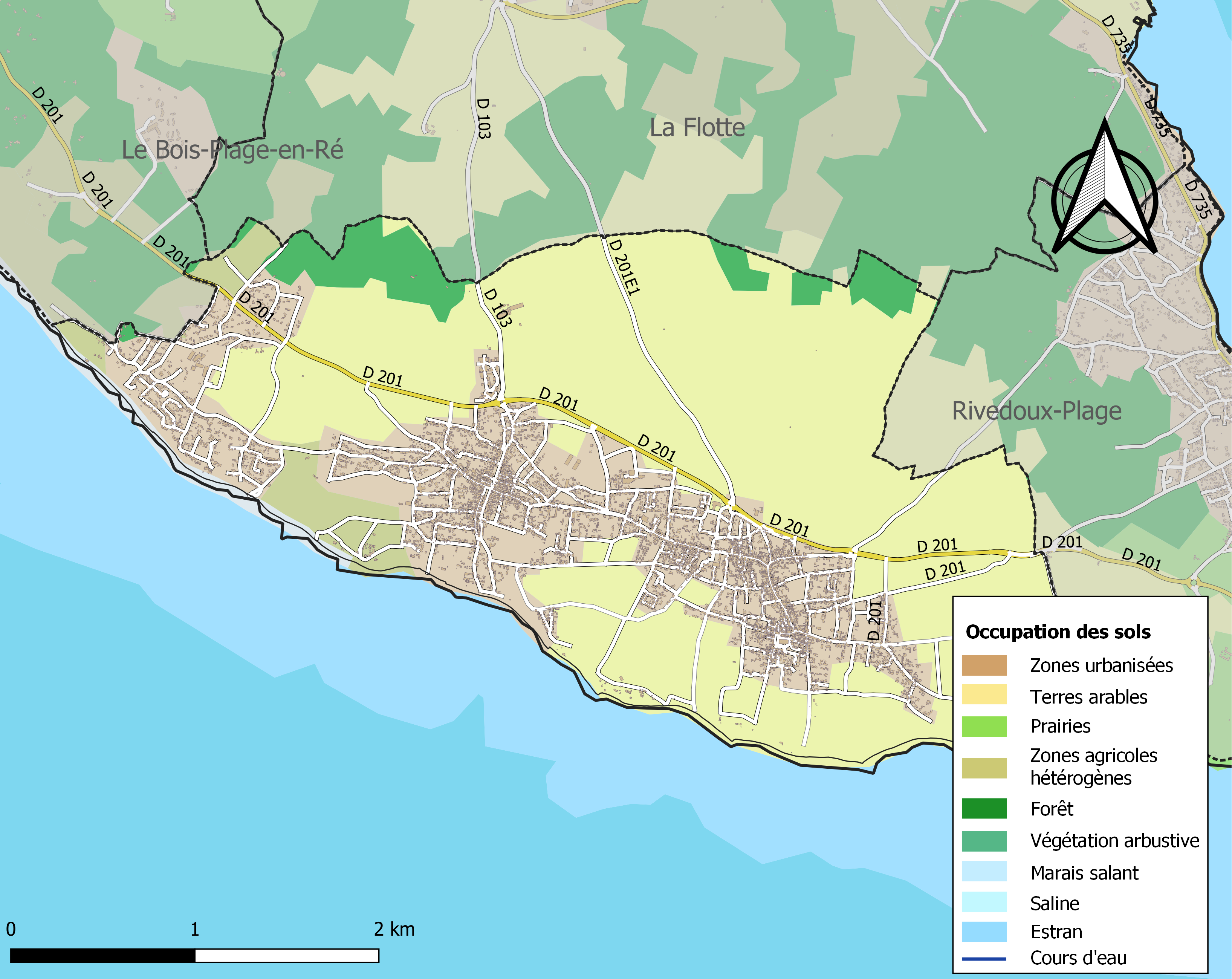

## Demografie
Onderstaande figuur toont het verloop van het inwonertal (bron: INSEE-tellingen).